# 毛里塔尼亞奴隸制度
茅利塔尼亞的奴隸制度是摩爾人持續已久社會的階級制度並與該國的種族組成“緊密相連”。祖先是阿拉伯人與柏柏爾人的摩爾人是貴族，祖先是黑人農民的摩爾人是奴隸。政府曾經多次嘗試廢止這項制度，1905年法國政府首次提出，但在毛里塔尼亞的廣闊地區法律上幾乎沒有取得成功。1981年法律上廢除，成為世界上最後一個廢除奴隸制的國家，但一直到2007年8月才全面禁止奴隸制度，並將其視為違法。黑摩爾人相信如不服從主人就無法上天堂，兩種摩爾人之間階級世襲且不通婚。
全國奴隸人口仍是無法確定的數字，但估計至少有60萬人以上，又以幼童及婦女占多數。另一說法是總人口數3,359,185中的20%。儘管今天奴隸制度已經是違法的，關注於奴隸制度的社會學家凱文·貝爾斯（Kevin Bales）認為，毛利塔尼亞是世界奴隸人口比例最大的國家。
在聯合國的指示下，以聯合國特別報告員古爾納拉·沙希尼安（Gulnara Shahinian）為首的調查團，於2009年11月在茅利塔尼亞進行全國性的奴隸制度調查。調查團的報告在2010年8月由聯合國人權理事會公開 （页面存档备份，存于）。
毛里塔尼亞政府的立場是奴隸制“完全廢除，所有人都是自由的”，並認為這是受西方的操縱是“對伊斯蘭教的敵意行為”，或來自猶太人影響全世界的陰謀。然而，國際特赦組織估計仍有43,000人生活在毛里塔尼亞的奴隸制中。但大多數毛里塔尼亞人仍然認為，“前”奴隸（不論其地位如何）也不能是完全平等的公民。
2009年11月，由聯合國特別報告員古納拉·沙希尼安（Gulnara Shahinian）率領的聯合國代表團評估了該國的奴隸制做法。在2010年8月提交聯合國人權理事會的報告中，結論是“儘管在毛里塔尼亞存在關於奴隸制的法律，方案和意見分歧，但事實上毛里塔尼亞仍然存在奴隸制”。根據全球奴隸制指數，毛里塔尼亞的成年人和兒童奴役“主要採取動產奴役的形式”（即，奴隸及其後代“是主人的全部財產”）。奴隸“可以作為禮物買賣，出租和贈送”。毛里塔尼亞的奴隸制“在農村和城市地區都普遍存在”，但據報導，奴隸制對婦女的影響“不成比例”。女奴隸“通常在家庭中工作”，照顧孩子並做家務，但“也可能放牧動物和農場”。女奴隸“受到主人的性侵犯”。而在奴隸和自由人中有一灰色地帶，即被釋族的奴隸但因生計問題留在前主人家中。
表面上奴隸“不受束縛”，但受“經濟”和“心理”因素的束縛。他們被拒絕在提供工作技能的世俗領域接受教育，並被告知“質疑奴隸制等於質疑伊斯蘭”。
人權組織稱，“該國已經逮捕了比奴隸主更多的反奴隸制活動分子。(政府禁止在媒體中使用「奴隸」一詞)”

## 奴隸制保留原因
在毛里塔尼亞難以結束奴隸制的原因有:
- 許多奴隸被文盲，貧窮和地理所孤立，不知道奴役之外的生活是可能的。
- 在該國廣闊的沙漠中執行任何法律都有困難。
- 貧窮限制了奴隸獲釋後自給自足的機會。
- 依靠為奴隸提供食物和衣服的主人。
- 在廣闊的沙漠中難以“逃跑”。
- 相信奴隸制是這個社會自然秩序的一部分。
- 對伊斯蘭的誤解:其中奴隸被告知“如服從主人則可上天堂”。
- 毛里塔尼亞法律將舉證責任放在了奴隸身上，要求受害者在展開調查之前提出申訴，而且人權組織不得代表受害者提起訴訟，儘管大多數奴隸都是文盲。